# سارة برادي
سارة برادي (بالإنجليزية: Sarah Brady)‏ هي ناشِطة أمريكية، ولدت في 6 فبراير 1942 في كيركفيل في الولايات المتحدة، وتوفيت في 3 أبريل 2015 في الإسكندرية في الولايات المتحدة بسبب ذات الرئة.

## وصلات خارجية
- سارة برادي على موقع IMDb (الإنجليزية)
- سارة برادي على موقع إن إن دي بي (الإنجليزية)